# Elecciones generales de Paraguay de 1993
Las elecciones generales de Paraguay de 1993 son el segundo evento electoral nacional que se realiza en dicho país desde el golpe de Estado que puso fin a la dictadura de Alfredo Stroessner (1954-89) en febrero de 1989, y las primeras elecciones completamente libres, justas y democráticas. El recién creado Tribunal Superior de Justicia Electoral (TSJE) tuvo a su cargo el correcto desarrollo de los mismos. El candidato del Partido Colorado, Juan Carlos Wasmosy, obtuvo la victoria con el 41.78% de los votos. Wasmosy era ingeniero civil y empresario, lo que lo convirtió en el primer Presidente civil del Paraguay en más de cuarenta años, ya que tanto el presidente saliente, Andrés Rodríguez Pedotti, como su predecesor, el dictador Alfredo Stroessner, eran militares. También fue la primera elección desde 1928 en la que todos los candidatos eran civiles.
A pesar de su victoria, el Partido Colorado perdió más de la mitad de los votantes que había obtenido en las anteriores elecciones, y aunque mantuvo una pluralidad de diputados y senadores, los dos principales partidos opositores, el Partido Liberal Radical Auténtico y el Partido Encuentro Nacional, sumaron una mayoría absoluta de 42 diputados y 25 senadores los dos juntos, siendo la primera vez que el coloradismo perdía el cuórum en el Congreso.
Según la organización política de Paraguay, en las elecciones nacionales, celebradas cada cinco años se eligen presidente, vicepresidente, senadores, diputados y los gobernadores de los departamentos.

## Resumen
De los 1.698.984 ciudadanos que se inscribieron para votar, 1.172.883 - que representa el 69% - sufragaron en las elecciones presidenciales del 9 de mayo de 1993. Luego de una demora de varias semanas, debido a alegatos de fraude por parte de los partidos de la oposición, el Congreso declaró la victoria del candidato presidencial del partido oficialista, Juan Carlos Wasmosy, quién recibió 468.213 votos (39.3%). Domingo Laíno, del PLRA resultó segundo con 372.868 (32,1%) mientras que Guillermo Caballero Vargas de la AEN entró en tercer lugar con 271.421 (23.1%): Los tres partidos acumularon el 95.2% del total de votos. Esta última cifra junto con el 1.8% de los votos en blanco y el 2.3% de los votos nulos suman 99.3%. Esto significa que todos los otros partidos y movimientos políticos juntos recibieron un magro 0.7% del total de votos.
En cuanto a las otras contiendas electorales, los candidatos de la ANR y del PLRA se desempeñaron mejor en las legislativas y gobernaciones departamentales que en las presidenciales. Mientras que Wasmosy obtuvo el 39.9% de los votos a presidente, su partido consiguió el 42.1% para el Senado, obteniendo 20 bancas en la Cámara Alta, el 41.7% para diputados, obteniendo 38 bancas en la Cámara Baja, el 43% en la contienda para las gobernaciones, ganando en 12 departamentos y el 42.9% en las juntas municipales, obteniendo 79 bancas.
El PLRA demostró una tendencia similar. Mientras que Laíno obtuvo el 32.1% de los votos a presidente, su partido consiguió 34.9% para el Senado, obtenido así 17 bancas en la Cámara Alta, el 35.4% para diputados, obteniendo 33 bancas, el 36.3% en la contienda para las gobernaciones, ganando en cuatro departamentos y el 35.4% en las juntas departamentales, obteniendo 58 bancas.
A diferencia de los candidatos de los partidos tradicionales, Caballero Vargas superó por un margen considerable a los candidatos de la AEN para otros cargos. En tanto que Caballero Vargas obtuvo el 23.1% de los votos para presidente, su movimiento recibió el 17.3% para el Senado, obteniendo 8 bancas en la Cámara Alta, 17% para diputados, obteniendo 9 bancas, 14.6% en las elecciones de gobernadores, ganando en un departamento y el 15.8% de las juntas departamentales, obteniendo 30 bancas.
Algunas de las tendencias más importantes de las elecciones del 9 de mayo de 1993 son las siguientes: A pesar de su victoria, los colorados ya no tienen una mayoría absoluta. Quedaron atrás los días de la mayoría "absoluta" superior al 90% que los colorados solían obtener en la época de Stroessner. Esa supuesta mayoría absoluta (en la cual se sustentaban los casi 50 años de hegemonía de la ANR) se fue erosionando prácticamente en cada comicio llevado a cabo durante la transición. Así, la ANR recibió el 74.2% de los votos en las elecciones presidenciales de 1989. En las elecciones municipales de 1991 obtuvo el 43.4%. Aunque repuntó al 55.1% en las elecciones de 1991 para la Asamblea Constituyente, cayó a 39.9% en las elecciones presidenciales del 9 de mayo de 1993.
Entre los factores que pueden explicar esta preferencia electoral decreciente para el partido oficialista, uno de los más importantes es la purga del padrón electoral. La opinión generalizada de que la concurrencia menor de votantes en la contienda presidencial se debía al fraccionalismo interno, no fue corroborada en la última elección de mayo. De hecho, se emitieron 456.627 votos para la selección del binomio partidario en las internas coloradas del 27 de diciembre de 1992 mientras que en la elección presidencial del 9 de mayo de 1993, la ANR obtuvo 468.213 votos. Dicho de otro modo, se emitieron tan solo 11.486 votos más para la chapa colorada en las elecciones nacionales de mayo que en su propia interna.

## Candidatos
| Candidato                   | Partido                                                              | Votos                                     | Porcentaje            |
| --------------------------- | -------------------------------------------------------------------- | ----------------------------------------- | --------------------- |
| Juan Carlos Wasmosy         | Partido Colorado                                                     | 468,213                                   | 39.91%                |
| Domingo Laíno               | Partido Liberal Radical Auténtico                                    | 376,868                                   | 32.13%                |
| Ricardo Canese              | Concertación Democrática y Social                                    | 1,998                                     | 0.17%                 |
| Abraham Zapag Bazas         | Partido Liberal                                                      | 1,155                                     | 0.09%                 |
| Eduardo María Arce Schaerer | Partido de los Trabajadores                                          | 2,025                                     | 0.17%                 |
| Gustavo Bader Ibáñez        | Pueblo, Nación y Solidaridad (Partido Nacional Socialista Paraguayo) | 850                                       | 0.07%                 |
| Guillermo Caballero Vargas  | Partido Encuentro Nacional                                           | 271,421                                   | 23.14%                |
| Joel Atilio Cazal           | Alianza Paraguay Nuevo                                               | 1,091                                     | 0.09%                 |
| Leandro Jesús Prieto Yegros | Movimiento Político Sentir del Pueblo                                | 1,042                                     | 0.08%                 |
|                             |                                                                      | Votos Blancos: 21,333 Votos Nulos: 26,887 | Participación: 69.03% |